# 楊翠
楊翠（1962年10月13日—），為日治時期新文學作家楊逵的長孫女，受祖父影響，亦走上文學的道路，獲國立台灣大學歷史系博士學位後，曾任教於國立成功大學台灣文學系、靜宜大學台灣文學系、國立中興大學台灣文學暨跨國文化研究所，現任國立東華大學人文社會科學院華文文學系教授暨系主任。
楊自2018年10月15日起出任促進轉型正義委員會代理主委，其後於2020年5月26日經立法院投票同意人事任命，獲真除為促轉會主任委員，2021年5月30日卸任。

## 經歷

### 早年經歷
於楊逵第三代家族成員中，楊翠是與楊逵共同居住東海花園，相處最長時間的孫女。無論在學術研究與教學、文字創作與公領域實踐皆顯露著務實的社會主義和浪漫主義；關注臺灣史、臺灣文學史、臺灣原住民族文學與文化、臺灣婦女史、臺灣女性文學、性別文化等相關議題。
楊翠為輔仁大學歷史系學士、東海大學歷史系碩士、國立台灣大學歷史系博士。近三十年投身台灣文史教育第一現場，曾任教於靜宜大學臺灣文學系、國立成功大學台灣文學系、國立中興大學臺灣文學與跨國文化研究所，現任國立東華大學華文文學系教授。
曾擔任社團法人楊逵文教協會創會理事長、財團法人國家文化藝術基金會董事、財團法人賴和文教基金會董事、社團法人台灣女性學學會理事等。2018年借調擔任行政院促進轉型正義委員會委員，2019年任代理主任委員，2020年真除為主任委員。

### 擔任公職
《促進轉型正義條例》三讀通過後，行政院公布首屆「促進轉型正義委員會」提名名單，當中提名楊翠擔任專任委員。因常批判威權體制，楊翠對於進入政治圈自言是「完全是意料之外」，但認為促進轉型正義自己責無旁貸而接受邀請。2018年9月，促轉會時任副主委張天欽因內部會議上未恪守行政中立引發東廠事件風波，主委黃煌雄因而於2018年10月6日請辭，楊翠稍後出任代理主委。，
2018年年末，楊翠在促轉會記者會上發表半年任務進度報告，內容主要為去除權威象徵，其中包括建議新台幣改版。但若落實新台幣改版恐將花費鉅額而引發輿論激烈反彈，促轉會其後澄清現階段僅請中央銀行提供資料作為評估之用。
隨著行政院長蘇貞昌核定促轉會任期延長一年，楊翠獲提名為主任委員，在經立法院投票同意人事任命獲真除。

## 研究領域
楊翠研究領域涵蓋臺灣歷史、臺灣文學史、臺灣原住民族文學與文化、臺灣婦女史、臺灣女性文學、性別文化相關議題，並於國立東華大學開授相關課程。

## 家庭
其配偶是同為國立東華大學教授的魏貽君，二人育有一子一女：魏揚與魏微。

## 著作
- 2016年，《永不放棄：楊逵的抵抗、勞動與寫作》，出版社：蔚藍文化，ISBN 9789869205078
- 2014年，《壓不扁的玫瑰：一位母親的318運動事件簿》，出版社：公共冊所，ISBN 9789869090414
- 2009年，《希望有一天》，出版社：五南，ISBN 9789860162035
- 2008年，《美麗的陷阱》，作者： 楊翠/編著、國立編譯館/主編，出版社：五南，ISBN 9789860162042
- 2006年，《斜眼的女孩》，出版社：五南，ISBN 9571141550
- 2001年，《台中縣文學發展史》，作者： 施懿琳, 許俊雅, 楊翠，出版社：台中縣立文化中心，ISBN 9570056800

## 外部連結
- 楊翠的Facebook專頁
- 東華大學華文文學系專任老師介紹 （页面存档备份，存于）

| 官衔                | 官衔                                                         | 官衔                  |
| ------------------- | ------------------------------------------------------------ | --------------------- |
| 行政院              |                                                              |                       |
| 前任： 黃煌雄       | 促進轉型正義委員會主任委員 代理 2018年10月15日—2020年5月25日 | 繼任： 轉為正任       |
| 前任： 自己（代理） | 促進轉型正義委員會主任委員 2020年5月26日—2021年5月30日       | 繼任： 葉虹靈（代理） |